# Leiopsammodius manaosi
Leiopsammodius manaosi är en skalbaggsart som beskrevs av Cartwright 1955. Leiopsammodius manaosi ingår i släktet Leiopsammodius och familjen Aphodiidae. Inga underarter finns listade i Catalogue of Life.